# Union (album, Yes)
Union je třinácté studiové album britské progresivní rockové skupiny Yes. Album produkovali Jonathan Elias, Jon Anderson, Steve Howe, Trevor Rabin, Mark Mancina, Eddie Offord a Billy Sherwood a vyšlo v dubnu 1991 u vydavatelství Arista Records. Autorem obalu alba je Roger Dean.

## Seznam skladeb
| Pořadí         | Název                                                      | Délka |
| -------------- | ---------------------------------------------------------- | ----- |
| 1.             | I Would Have Waited Forever                                | 6:32  |
| 2.             | Shock to the System                                        | 5:09  |
| 3.             | Masquerade                                                 | 2:17  |
| 4.             | Lift Me Up                                                 | 6:30  |
| 5.             | Without Hope You Cannot Start the Day                      | 5:18  |
| 6.             | Saving My Heart                                            | 4:41  |
| 7.             | Miracle of Life                                            | 7:30  |
| 8.             | Silent Talking                                             | 4:00  |
| 9.             | The More We Live – Let Go                                  | 4:51  |
| 10.            | Angkor Wat                                                 | 5:23  |
| 11.            | Dangerous (Look in the Light of What You're Searching For) | 3:36  |
| 12.            | Holding On                                                 | 5:24  |
| 13.            | Evensong                                                   | 0:52  |
| 14.            | Take the Water to the Mountain                             | 3:10  |
| Celková délka: | Celková délka:                                             | 65:23 |

## Obsazení
Yes
- Jon Anderson – zpěv
- Chris Squire – baskytara, zpěv
- Trevor Rabin – kytara, zpěv
- Tony Kaye – klávesy, zpěv
- Alan White – bicí, zpěv
- Bill Bruford – bicí
- Rick Wakeman – klávesy
- Steve Howe – kytara, zpěv

Další hudebníci
- Jonathan Elias – syntezátory, klávesy, zpěv
- Tony Levin – baskytara
- Jimmy Haun – kytara
- Billy Sherwood – baskytara, kytara, klávesy, zpěv
- Allan Schwartzberg – perkuse
- Gary Barlough – syntezátory
- Jerry Bennett – syntezátory, perkuse
- Jim Crichton – syntezátory, klávesy
- Gary Falcone – zpěv
- Deborah Anderson – zpěv
- Ian Lloyd – zpěv
- Tommy Funderburk – zpěv
- Sherman Foote – syntezátory
- Brian Foraker – syntezátory
- Chris Fosdick – syntezátory
- Rory Kaplan – syntezátory
- Alex Lasarenko – syntezátory, klávesy
- Steve Porcaro – syntezátory
- Michael Sherwood – zpěv
- Danny Vaughn – zpěv